# 21462 Karenedbal
A 21462 Karenedbal (ideiglenes jelöléssel 1998 HC78) a Naprendszer kisbolygóövében található aszteroida. A LINEAR projekt keretében fedezték fel 1998. április 21-én.